# Gammaglutammiltransferasi
La gamma glutamiltranspeptidasi (comunemente abbreviata come gamma-GT o GGT) è un enzima, appartenente alla classe delle transferasi. Catalizza la seguente reazione:
(5-L-glutammil)-peptide + un amminoacido = peptide + 5-L-glutammil amminoacido.

## Funzioni
È implicata nel recupero degli amminoacidi attraverso la membrana cellulare e nel metabolismo del glutatione. Data la natura sostanzialmente antiossidante del glutatione stesso, la funzione della gamma-GT è stata a lungo inscritta tra le difese antiossidanti della cellula. Nuove recenti evidenze sperimentali hanno però indicato un possibile ruolo proossidante dell'enzima, con effetti di regolazione a vari livelli nella trasduzione intracellulare dei segnali e nella fisiopatologia cellulare.

## Localizzazione
La gamma-GT si trova espressa in alte concentrazioni come proteina della membrana cellulare nel fegato, nei dotti biliari e nei reni. È presente anche in altri tessuti, come l'epididimo, e in forma solubile nel siero.

## Importanza clinica
Innalzamenti dei livelli di attività gamma-GT nel sangue indicano innanzitutto patologie a livello del fegato, anche se può trattarsi di fenomeni secondari a numerose patologie quali:
- alcolismo
- scompenso cardiaco
- colestasi (congestione delle vie biliari)
- cirrosi del fegato
- ischemia epatica
- necrosi del fegato
- epatite
- farmaci epato-tossici

Le principali patologie che determinano un aumento dei valori sono l'alcolismo, la cirrosi e le epatopatie in genere (in particolare la steatosi), alcuni farmaci (barbiturici), la pancreatite e alcune forme tumorali. I valori variano normalmente fra 10 e 49 UI/L per gli uomini, fra 7 e 32 UI/L per le donne. Il valore maggiore negli uomini è dovuto a un consumo alcolico mediamente maggiore. Infatti la gamma-GT dimostra come sia negativo per la salute assumere quantità ritenute anche modeste di alcolici (tre bicchieri di vino al giorno ad esempio).
Già dopo un mese di assunzione alcolica oltre la soglia di tolleranza (che è individuale, ma è sempre inferiore a 0,5 L di vino al giorno) i valori della gamma-GT aumentano. Chi ha la gamma-GT superiore a 30 UI/L dovrebbe incominciare a moderare il consumo di alcolici; ricordiamo infatti che l'alcol è tossico perché durante il processo di metabolizzazione da parte del fegato si formano acidi grassi che non vengono degradati: un elevarsi dei valori di gamma-GT indica che tale tossicità procura sofferenza epatica.
Studi epidemiologici recenti hanno dimostrato che valori sierici di gamma-GT normali, ma spostati verso i limiti superiori, possono segnalare un rischio maggiore di comparsa ed evoluzione della malattia aterosclerotica, e delle patologie correlate: ipertensione, diabete di tipo II e sindrome metabolica. L'importanza della gamma-GT è stata inoltre riconosciuta nella progressione tumorale e nella resistenza ai farmaci delle neoplasie maligne.